# Load-Carrying Equipment
Per Load-Carrying Equipment (in italiano "Equipaggiamento da trasporto del carico") si intendono tutti quei gibernaggi, come l'M56, l'M67 e l'A.L.I.C.E., sviluppati e impiegati dalle forze armate statunitensi dagli anni cinquanta fino alla metà degli anni novanta. Questi tipi di attrezzature militari, composte da cinturone, tasche e spallacci per sostenere il peso, si sono evolute nel tempo e anche nel materiale impiegato, passando alla canapa dell'M56 al nylon dell'ALICE).

## Caratteristiche
Questi tipi di gibernaggi si compongono principalmente da un cinturone, al quale vengono applicate le tasche a seconda dell'ambiente operativo e delle esigenze del soldato, e da un paio di spallacci, per sostenere tutto il peso che grava sulla cinta. Opzionalmente, a questo sistema si può applicare uno zaino. Al cinturone possono essere applicate svariate tipologie di tasche:

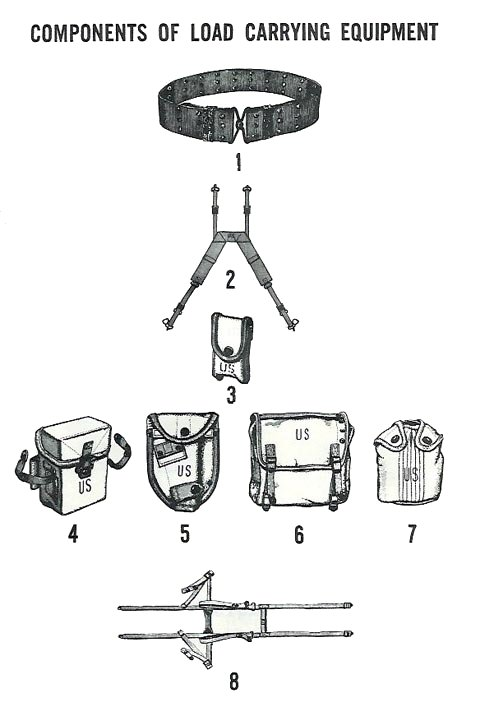
I componenti dell'M-1956 LCE

- Portacaricatori per armi leggere (M14, M16, ecc...)
- Portacaricatori per pistola (Colt 1911, Beretta M9, ecc....)
- Tasca portacaricatori per mitragliatrice (anche detta tasca SAW)
- Fondina per arma corta
- Kit individuale di pronto soccorso
- Borraccia da uno o due litri
- Porta-bipede
- Buttpack
- Portapala
- Compass Pouch (Portabussola)
- Porta-coltello da combattimento o baionetta di servizio per le armi lunghe (d'uso frequente con l'M56 e M67, con l'Alice la baionetta è scomparsa in favore del coltello di sopravvivenza)

## M-1956 Load-Carrying Equipment
L'M56 (anche conosciuto come LCE) ha sostituito il precedente gibernaggio in tela  M-1910 M. L'M-1956 LCE è stato introdotto in un periodo in cui l'esercito degli Stati Uniti si è prodigato nell'adozione di un nuovo fucile di servizio (l'M14) e, quindi, il sistema è molto generico in natura, poiché progettato per ospitare depositi di munizioni e cartucce per una serie di armi di piccolo calibro.
L'M-1956 LCE è rimasto in servizio dalla fine del 1950 fino al 1980: largamente impiegato durante la guerra in Vietnam, ha stabilito lo standard per i futuri equipaggiamenti militari Statunitensi. È costruito con la canapa. L'M-1956 LCE è' diverso dai precedenti sistemi statunitensi, tuttavia, è stato sviluppato basandosi su un unico fucile, l'M14, a differenza dei gibernaggi impiegati nella seconda guerra mondiale. Infatti, il gibernaggio USA della WWII era stato costruito per supportare ben 3 sistemi d'arma: la M1918 Browning, la carabina M1 e il Garand.  Le tasche sono fissate per mezzo di un gancio biforcuto che s'infila lungo due file di occhielli disposti nella parte superiore e inferiore del cinturone.

## M-1967 Modernized Load-Carrying Equipment
Il gibernaggio M67 (conosciuto anche come LCE) è stato introdotto in servizio dall'esercito degli Stati Uniti nel 1968 durante la guerra del Vietnam. L'M67 fu costruito in nylon poiché era stato riscontrato come il tessuto in canapa dell'M56 fosse lento ad asciugarsi se bagnato: l'acqua infatti andava ad appesantire la tela, rallentando i soldati. Il Nylon dimostrò di essere un tessuto leggero, di veloce asciugamento e immune alla muffa, perfetto per il clima tropicale del Vietnam e del Sud-est asiatico.
A differenza dell'M56, le tasche sono fissate al cinturone con delle clips metalliche: ciò aumenta enormemente il livello di carico.

## Il sistema A.L.I.C.E.
Il sistema A.L.I.C.E. (acronimo di All-purpose Lightweight Individual Carrying Equipment) è un tipo d'equipaggiamento personale, sviluppato inizialmente durante gli anni sessanta e adottato ufficialmente il 17 gennaio del 1973, ancora in uso tutt'oggi, sviluppato per rimpiazzare definitivamente l'M56 e l'M67. Ancora oggi fa parte dell'equipaggiamento militare di moltissimi paesi, tra cui l'Italia.

### Caratteristiche
Il sistema ALICE mantiene i concetti perfezionati a metà degli anni cinquanta durante lo sviluppo del M-1956 [LCE]. Il punto più importante emerso durante l'impiego dell'M56 e dell'M67 nei combattimenti è che un fuciliere di fanteria dovrebbe svolgere una missione solo con gli elementi necessari per completarla, variando il carico da missione a missione. Infatti, poiché il tipo di missione, il terreno e le condizioni ambientali influenzano l'abbigliamento e le attrezzature individuali, il comandante dell'unità può prescrivere al fuciliere di fanteria gli elementi essenziali da portare in battaglia, alleggerendo i soldati, che non devono più portarsi dietro dell'equipaggiamento inutile per una missione particolare (Es, il visore notturno in pieno giorno).

### Attualmente
Il sistema ALICE è stato ritirato dal servizio per tutti i corpi attivi e di riserva (USAR and Army National Guard) dell'esercito USA. Unità in addestramento base e avanzate, includendo OCS, ROTC e USMA, usano equipaggiamento MOLLE. ALICE è stato superato da equipaggiamento MOLLE di prima generazione.
La marina americana e l'USAF usano l'ALICE per il personale di terra, anche se USAF sta mettendo fuori servizio il sistema ALICE in favore di MOLLE.
Il corpo dei Marines degli Stati Uniti fornisce ancora il sistema ALICE medio per alcuni operatori radio. Sia questo che la variante più grande si possono trovare ancora con le unità NROTC (che addestrano gli ufficiali Marine e gli ufficiali della Marina). Le unità in formazione di servizio attivo (Recruit Training, School of Infantry, Officer Candidates School, The Basic School) e le unità impiegabili sono passate al nuovo sistema USMC Pack o al sistema (leggermente più vecchio) ILBE. MARSOC fa un uso intenso del sistema ALICE o dell'ALICE modificato (MALICE) per alcuni eventi (Assessment and Selection, Initial Training Course, and Special Operations Training Course), valutazioni prima dell'impiego e i Raider Games.
Piccole unità di manovra che necessitano della leggerezza e della resistenza del sistema usano ALICE ancora oggi.
Equipaggiamento ALICE è stato dato in modo massiccio alle nazioni alleate degli Stati Uniti in America centrale e in America del Sud.
In Italia l'ALICE è ancora utilizzato nei reparti addestrativi dell'Esercito, Marina, Aeronautica Militare e Arma dei Carabinieri
Afghanistan, Georgia e Iraq hanno ricevuto equipaggiamento ALICE come parte di pacchetti di aiuto militare.
L'esercito e le forze di polizia Iraniane fanno ancora largo uso di sistemi ALICE, MLC e LCE, ma stanno passando ad equipaggiamento MOLLE (soprattutto IRGC e le forze speciali dell'esercito).

## Galleria d'immagini

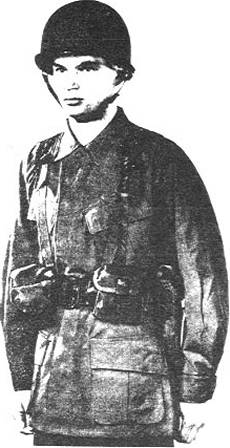
Soldato di fanteria dotato di M-1967 MLCE, 1967
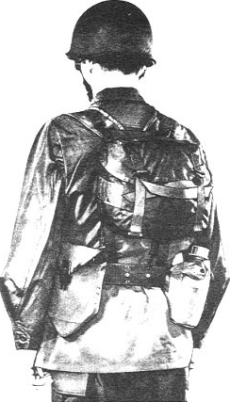
Retro dello stesso soldato
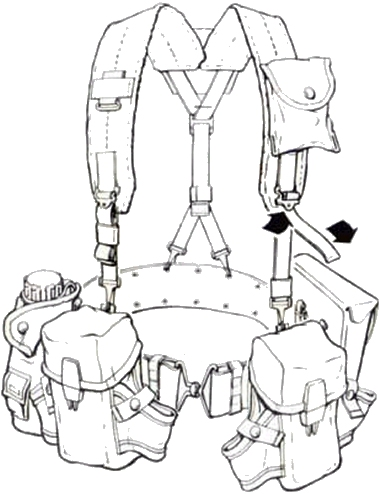
Componenti del sistema ALICE, 1973